# Bernard Barmasai
Bernard Barmasai (né le 6 mai 1974 dans le District de Keiyo) est un athlète kényan, détenteur du record du monde de steeple entre 1997 et 2001 et reconverti depuis sur le marathon.

## Biographie
En 2002 et 2003, Bernard Barmasai souffre de douleurs au genou causées par le franchissement répété de l'obstacle. Il décide donc de se reconvertir sur la course sur route à partir de 2004.

### Palmarès
| Date | Compétition                            | Lieu         | Résultat | Épreuve         | Performance   |
| ---- | -------------------------------------- | ------------ | -------- | --------------- | ------------- |
| 1995 | Jeux africains                         | Harare       | 1er      | 3 000 m steeple | 8 min 27 s 15 |
| 1997 | Championnats du monde de cross-country | Turin        | 6e       | Individuel      | 35 min 35 s   |
| 1997 | Championnats du monde                  | Athènes      | 3e       | 3 000 m steeple | 8 min 06 s 04 |
| 1998 | Goodwill Games                         | Uniondale    | 1er      | 3 000 m steeple | 8 min 14 s 26 |
| 1998 | Championnats d'Afrique                 | Dakar        | 1er      | 3 000 m steeple | 8 min 11 s 74 |
| 1998 | Coupe du monde des nations             | Johannesburg | 2e       | 3 000 m steeple | 8 min 31 s 85 |
| 1998 | Jeux du Commonwealth                   | Kuala Lumpur | 2e       | 3 000 m steeple | 8 min 15 s 37 |
| 1999 | Championnats du monde                  | Séville      | 5e       | 3 000 m steeple | 8 min 13 s 51 |
| 2000 | Jeux olympiques                        | Sydney       | 4e       | 3 000 m steeple | 8 min 22 s 23 |
| 2001 | Championnats du monde                  | Edmonton     | 3e       | 3 000 m steeple | 8 min 16 s 59 |

### Records
| Épreuve              | Performance     | Lieu    | Date         |
| -------------------- | --------------- | ------- | ------------ |
| 3 000 mètres steeple | 7 min 55 s 72   | Cologne | 24 août 1997 |
| Marathon             | 2 h 08 min 52 s | Paris   | 9 avril 2006 |